# Lynley Hannen
Lynley Hannen   (Dunedin, 27 d'agost de 1964), de casada Coventry, és una remadora neozelandesa, ja retirada, que va competir durant les dècades de 1980 i 1990. Està casada amb el també remer Bill Coventry.
El 1988 va prendre part en els Jocs Olímpics d'Estiu de Seül on, fent parella amb Nicola Payne, va guanyar la medalla de bronze en la prova del dos sense timoner del programa de rem. En el seu palmarès també destaquen fins a una vintena de campionats nacionals entre 1987 i 1993.